# Johanna Gabriela av Österrike
Maria Johanna Gabriela Josefa Antonia av Österrike, född den 4 februari 1750 i Wien, död där den 23 december 1762, var en österrikisk ärkehertiginna, dotter till Maria Teresia av Österrike och kejsar Frans I. 
Johanna Gabriela fick sina egna rum vid fem års ålder och uppfostrades tillsammans med det syskon av samma kön som var närmast henne i ålder, Maria Josepha av Österrike, till vilken hon också fick en nära relation. Systrarna beskrivs som flitiga elever. 
Hennes mors politik inbegrep äktenskapsallianser mellan Österrikes dynasti och de styrande dynastierna i Frankrike, Spanien, Neapel och Parma, och hennes döttrar var förutbestämda att lottas ut som brudar till medlemmar av dessa monarkiers dynastier. Maria Amalia var menad att giftas bort med Ferdinand I av Bägge Sicilierna, men valdes bort på grund av åldersskillnaden, och därför trolovades i stället Johanna Gabriela med Ferdinand. År 1762 härjade en epidemi av smittkoppor i Wien. Maria Theresia gav order om att hennes barn skulle bli smittkoppsympade. Denna metod var framgångsrik för hennes syskon, men förorsakade Johanna Gabrielas död. I hennes ställe blev Maria Josepha förlovad med Ferdinand.